# مرکز تحقیقات کامپیوتری علوم اسلامی

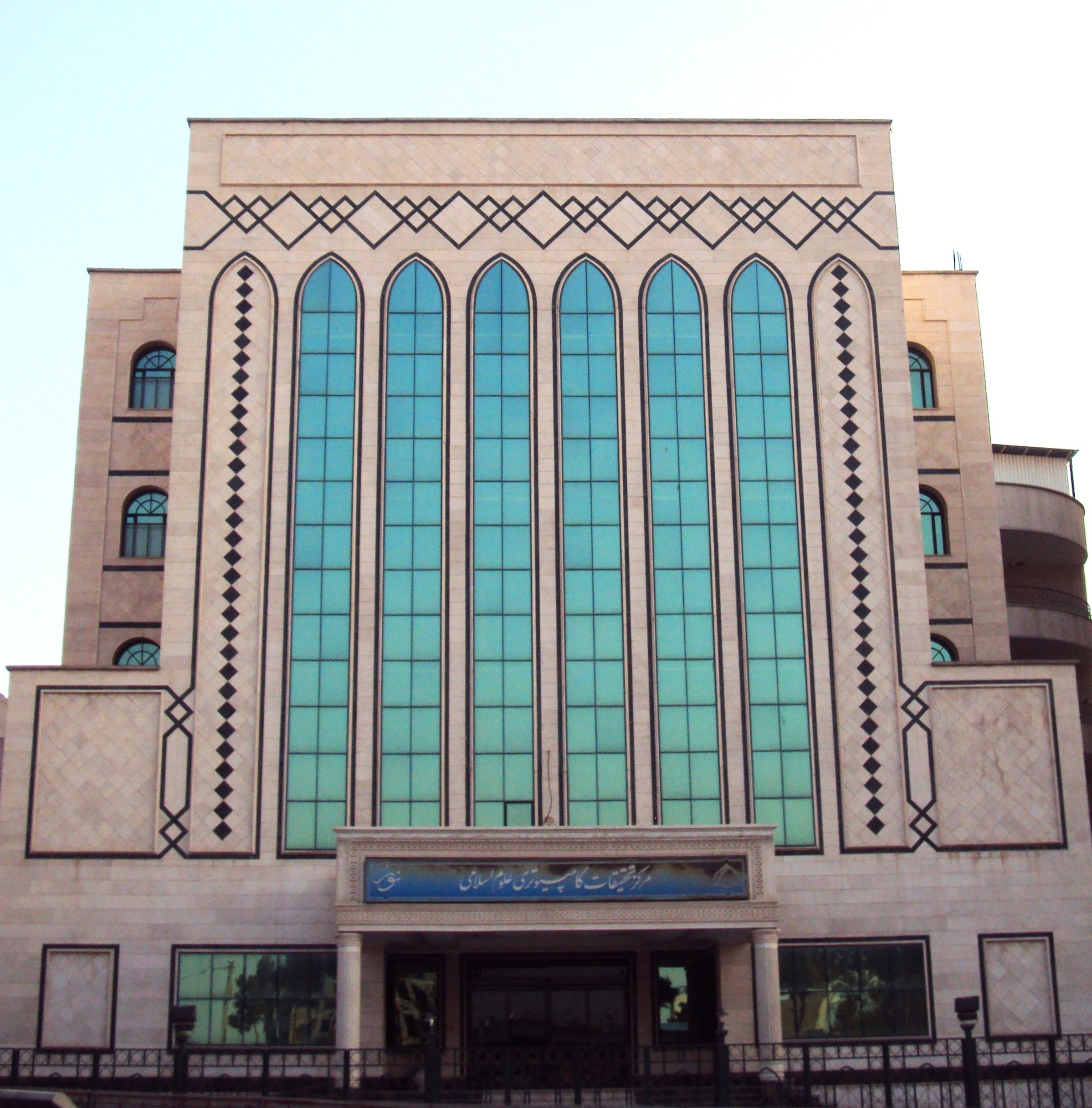
ساختمان مرکز تحقیقات کامپیوتری علوم اسلامی در قم

مرکز تحقیقات کامپیوتری علوم اسلامی (نام دیگر نور) در سال ۱۳۶۸ با هدف دیجیتالی کردن منابع علوم اسلامی و به پیشنهاد سید علی خامنه‌ای تأسیس شد. محمدجواد ادبی رئیس انجمن آثار و مفاخر فرهنگی در سال ۱۳۹۱ گفت که این مرکز اکنون یکی از مهم‌ترین تولیدکنندگان نرم‌افزارهای علوم اسلامی در جهان است. در سال ۹۳ حدود ۹۰۰ نفر به صورت مستقیم و غیر مستقیم با این مرکز کار می‌کردند. تیم فنی مرکز نور شامل ۸۰ نفر می‌شود.
مرکز تحقیقات کامپیوتری علوم اسلامی (نور) در شهر قم فعالیت می‌کند و در تهران، اصفهان، مشهد و اکثر شهرهای ایران شعبه‌هایی برای آموزش و توزیع دارد. مرکز نور در ۹ ماه اول سال ۹۳ در ۵۰ نمایشگاه داخلی شرکت کرده‌است و در این مدت حدود ۲۳۵۰ نفر بازدیدکننده و هزاران مهمان خارجی داشته‌است. این مرکز حدود ۴۰۰ بانک خودگردان در کل دنیا دارد که این بانک‌ها می‌توانند افراد، شرکت‌ها، مغازه‌ها و حتی رایزن‌های فرهنگی در سفارتخانه‌های ایران باشند و حدود ۲۰ نمایندگی فروش در کشورهای خارجی دارد. مرکز نور در سال ۹۳ حدود ۵۰ نرم‌افزار تولید کرده‌است.
نرم‌افزارهای جامع تفاسیر، جامع الاحادیث، جامع فقه، سیره معصومان و نور السیره از نرم‌افزارهای تولیدی مرکز نور در جشنواره‌های داخلی و خارجی حائز رتبه‌های تشویقی زیادی شده‌اند.

## معاونت‌ها
مرکز تحقیقات کامپیوتری علوم اسلامی از ۶ معاونت تشکیل شده‌است که عبارتند از: معاونت بازرگانی و خدمات فرهنگی، معاونت پژوهشی، معاونت فنی، معاونت تولید، معاونت تهران، معاونت اداری و مالی، همچنین دفتر ارتباطات بین‌الملل و دفتر مدیریت پروژه نیز از دیگر بخش‌های این مرکز به حساب می‌آید.

## اهداف و وظایف
مرکز نور برای سهل نمودن دسترسی به منابع و متون علوم اسلامی و فرهنگ دینی و مقدمات مربوط به آن با استفاده از فناوری اطلاعات و ارتباطات، و توسعه و تعمیم آن در حوزه‌های علمیه و مجامع فرهنگی داخلی و بین‌المللی تشکیل گردیده‌است.

## شرکت‌های وابسته
شرکت خدمات نور رایانه سپهر و شرکت نسیم شاخص نور شرکت‌های وابسته به مرکز تحقیقات کامپیوتری علوم اسلامی (نور) هستند.